# Mária Prislupčáková
Mária Prislupčáková (* 25. května 1936) byla slovenská a československá politička a bezpartijní poslankyně Sněmovny lidu Federálního shromáždění za normalizace.

## Biografie
K roku 1971 se profesně uvádí jako členka JZD.
Ve volbách roku 1971 zasedla do Sněmovny lidu (volební obvod č. 185 – Humenné, Východoslovenský kraj). Ve FS setrvala do konce funkčního období, tedy do voleb roku 1976.